# Giuseppe Cairati
Giuseppe Cairati (* 24. November 1845 Mailand; † 28. April 1915 ebenda) war ein italienischer Musiker und Dirigent.

## Leben
Giuseppe Cairati wuchs in Mailand auf und studierte Oboe und Dirigieren am Real Conservatorio di musica. Er arbeitete als Oboist, Dirigent und von 1881 bis 1897 als Chorleiter am Teatro alla Scala, wo er unter anderem an der Uraufführung verschiedener Opern von Giuseppe Verdi beteiligt war. Er wirkte ab 1884 als Maestro dei cantori adulti (Kapellmeister der Erwachsenensänger) und von 1893 bis 1914 als Vice Maestro di Cappella (Stellvertretender Kapellmeister) der Cappella musicale del Duomo di Milano, des Chors, welcher die Feierlichkeiten im Mailänder Dom musikalisch begleitet.

## Orchesterleitung (Auswahl)
Als Dirigent hat Cairati die folgenden Werke dirigiert:
- Vincenzo Bellini: I puritani e i cavalieri, Teatro alla Scala, stagione di Carnevale Quaresima 1884–85[1]
- Georges Bizet: I pescatori di perle, Teatro alla Scala, stagione di Carnevale Quaresima 1885–86[2]
- Arrigo Boito: Mefistofele, Teatro alla Scala, stagione di primavera 1881[3]
- Alfredo Catalani: La Wally, Teatro alla Scala, stagione 1891–1892[4] e stagione 1892[5]
- Christoph Willibald Gluck: Orfeo ed Euridice, Teatro alla Scala, stagione di Carnevale Quaresima 1890–91[6]
- Carl Goldmark: La regina di Saba, Teatro alla Scala, stagione di Carnevale Quaresima 1887–88[7]
- Antônio Carlos Gomes: Côndor, Teatro alla Scala, stagione di Carnevale-Quaresima 1890–91[8]
- Jules Massenet: Il Cid, Teatro alla Scala, stagione 1890–91[9]
- Jules Massenet: Erodiade, Teatro alla Scala, stagione di Carnevale Quaresima 1881–82[10]
- Giacomo Meyerbeer: La stella del nord, Teatro alla Scala, stagione di Carnevale Quaresima 1882–1883[11]
- Giacomo Meyerbeer: Gli Ugonotti, Teatro alla Scala, stagione 1882[12] e stagione 1883–1884[13]
- Amilcare Ponchielli: Il figliuol prodigo, Teatro alla Scala, stagione 1891–92[14]
- Amilcare Ponchielli: Marion Delorme, Teatro alla Scala, stagione di Carnevale Quaresima 1884–85[15]
- Giacomo Puccini: Edgar, Teatro alla Scala, stagione di Carnevale Quaresima 1888–89[16]
- Giacomo Puccini: Manon Lescaut, Teatro alla Scala, stagione di Carnevale Quaresima 1893–94[17]
- Giacomo Puccini: Le Villi, Teatro alla Scala, stagione di Carnevale Quaresima 1884–85[18]
- Giuseppe Verdi: Ernani, Teatro alla Scala, stagione 1880–81[19]
- Giuseppe Verdi: Nabucco, Teatro Dal Verme, autunno 1886[20]
- Richard Wagner: I maestri cantori di Norimberga, Teatro alla Scala, stagione di Carnevale Quaresima 1889–1890[21]
- Richard Wagner: Tannhäuser ovvero la lotta dei Bardi al castello di Virteburgo, Teatro alla Scala, Stagione 1891–92[22]
- Carl Maria von Weber: Der Freischütz, Teatro alla Scala, stagione 1880–81[23]

## Chorleitung (Auswahl)
Er war Chorleiter des Chors des Teatro alla Scala von 1881 bis 1897 für die Uraufführung folgender Oper von Giuseppe Verdi.
- Simon Boccanegra, version 1881[27]
- Don Carlo, version 1884[28]
- Otello[29][30][31]
- Falstaff[32]

Er war Chorleiter für folgende Opern:
- Alfredo Catalani: Dejanice, Teatro alla Scala, Carnevale-Quaresima 1882–83[33]
- Alfredo Catalani: Loreley, Teatro alla Scala [senza data][34]
- Edouard Lalo: Il re d’Ys, Teatro Alla Scala, stagione di carnevale-quaresima 1889–90[35]
- Wolfgang Amadeus Mozart: Don Giovanni, Teatro alla Scala, primavera 1881[36]
- Amilcare Ponchielli: I Lituani, Teatro Dal Verme, autunno 1886[37]
- Ambroise Thomas: Amleto, Teatro alla Scala, stagione di carnevale quaresima 1889–90[38]

## Kompositionen (Auswahl)
Cairati komponierte hauptsächlich Vokalwerke, Werke für Kammerorchester und Orgelwerke.
- Dies irae
- Ecce sacerdos magnus
- Fantasia per organo
- Fantasia per due organi
- In memoria aeterna
- Libera me domine
- Offertorio
- Il pianto degli Ebrei
- Requiem

## Diskographie (Auswahl)
Cairatis Diskographie umfasst die erste Gesamtaufnahme von Ruggero Leoncavallos Pagliacci sowie ausgewählte Szenen aus Opern von Giuseppe Verdi, Ruggero Leoncavallo und Georges Bizet.

### Gesamtaufnahme
- Pagliacci: Gesamtaufnahme (1907) / Leoncavallo; Antonio Paoli, Josefina Huguet, Francesco Cigada, Gaetano Pini-Corsi, Ernesto Badini; orchestra del Teatro alla Scala, Dir. Carlo Sabajno; coro del Teatro alla Scala, Dir. Giuseppe Cairati (Il mito dell’opera: Pagliacci (1907), Bongiovanni, GB 1120-2, 1996)[42]

### Ausgewählte Szenen
- Il trovatore: Di quella pira / Verdi; Antonio Paoli; Clara Joanna; Cori della Scala; Carlo Sabajno, direttore; Giuseppe Cairati, direttore dei Cori (Gramophone Monarch Record)[43]
- Il trovatore: Miserere / Verdi; Antonio Paoli; Cori della Scala; Carlo Sabajno, direttore; Giuseppe Cairati, direttore dei Cori (Gramophone Monarch Record)[44]
- Pagliacci: Un tal gioco credetemi / Leoncavallo; Antonio Paoli, tenore; Cori della Scala; Orchestra diretta dall’autore; Cav. Giuseppe Cairati, direttore dei cori (Gramophone Monarch Record)[45]
- Pagliacci: Pagliacci, Suvvia, così terribile (Finale) / Leoncavallo; Antonio Paoli, Josefina Huguet, Francesco Cigada, Gaetano Pini-Corsi, Ernesto Badini e coro della Scala; orchestra diretta dall’autore; Mo dei cori Cav. Giuseppe Cairati (Gramophone Monarch Record)[46]
- Carmen: Duetto finale, Parte Seconda / Bizet; Comm. Antonio Paoli; Maria Pessari; Cori della Scala; M.o direttore d’orchestra Carlo Sabajno; M.o dei Cori Cav. Giuseppe Cairati (His Master’s Voice)[47]
- Lohengrin: Cigno Gentil / Wagner; Comm. Fernando De Lucia; coro della Scala; M.o direttore d’orchestra Carlo Sabaino; M.o dei cori Cav. Giuseppe Cairati [London]: Gramophone, [dopo il 1907][48]

## Privatleben
Cairati war mit der Opernsängerin Ernesta Maj verheiratet (1854–1929). Sie hatten einen Sohn, Alfredo Cairati, Musiklehrer, Komponist und Chorleiter.